# Carlos Martínez Simahan
Carlos Martínez Simahan (Galeras, 1938[cita requerida]) es un abogado, jurista, diplomático y político colombiano, que se desempeñó como Ministro de Minas y Energía de ese país, entre 1982 y 1984.

## Biografía
Nació en Galeras (Hoy al centro del Departamento de Sucre), en el entonces Bolívar Grande. Primo del escritor Gabriel García Márquez, es Abogado  de la Universidad de Cartagena.
Está afiliado al Partido Conservador, con el cual fue elegido Representante a la Cámara en las elecciones legislativas de 1974, fue continuamente reelegido al Congreso, habiendo dado el salto al Senado en las elecciones legislativas de 1986. En el Congreso, presentó un proyecto de reforma a la Constitución para que fuera la Corte Suprema la que juzgara penalmente al Presidente de la República, dejando el juicio político al Congreso. Fue congresista durante 24 años (1974 -1998).
Uno de los grandes caciques políticos de Sucre, durante la presidencia de Belisario Betancur sirvió como Ministro de Minas y Energía, entre 1982 y 1984; sin embargo, su poder entró en debacle tras la promulgación de la Constitución de 1991 y su estadía en el Senado en las legislaturas 1994-1998 y 1998-2002 marcó su retiro de la vida política. Tras esto, sirvió brevemente como Embajador de Colombia en Italia y ante la Organización de las Naciones Unidas para la Agricultura y la Alimentación.